# 周冕 (成化進士)
周冕（1436年—？），字文中，山東泰安州人，明朝政治人物、進士出身。

## 生平
早年出身國子生，山東鄉試第三十名。成化十一年（1475年）乙未科會試第八十名，殿試登進士第三甲第一百五十五名。授束鹿縣知縣，后推薦為太僕寺丞。

## 家族
曾祖父周子中。祖父周原瑛。父亲周昭，曾任長史。